# Általánosított számtani sorozat
A matematikában az általánosított számtani sorozat, többszörös számtani sorozat, k dimenziós számtani sorozat vagy lineáris halmaz egész számok vagy egész szám n-esek olyan számtani sorozata, ahol a szomszédos elemek között többfajta különbség (differencia) is megengedett. Például 17 a kezdőelem, és a következőkben a különbség 3 vagy 5 többszöröse lehet. Formálisan, 
{\displaystyle a+mb+nc+\ldots }
alakú egészeket keresünk, ahol {\displaystyle a,b,c} stb. állandó, {\displaystyle m,n} stb. pedig valamilyen korlátok közé van szorítva
{\displaystyle 0}  ≤  {\displaystyle m}  ≤  {\displaystyle M}
stb. véges sorozatot tekintve. A lehetséges differenciák számát jelölő {\displaystyle k} számot az általánosított számtani sorozat dimenziójának nevezik.
Általánosabban, legyen
{\displaystyle L(C;P)}
az összes olyan {\displaystyle x\in N^{n}} halmaza, melyek felírhatók a következő alakban:
{\displaystyle x=c_{0}+\sum _{i=1}^{m}k_{i}x_{i},}
ahol {\displaystyle c_{0}\in C}, {\displaystyle x_{1},\ldots ,x_{m}\in P} és {\displaystyle k_{1},\ldots ,k_{m}\in N}. 
{\displaystyle L} akkor lineáris halmaz, ha {\displaystyle C} pontosan egy elemből áll és {\displaystyle P} véges.
Az {\displaystyle N^{n}} valamely részhalmaza akkor szemilineáris (féllineáris), ha lineáris halmazok véges uniójából áll.